# 1. CfR Pforzheim

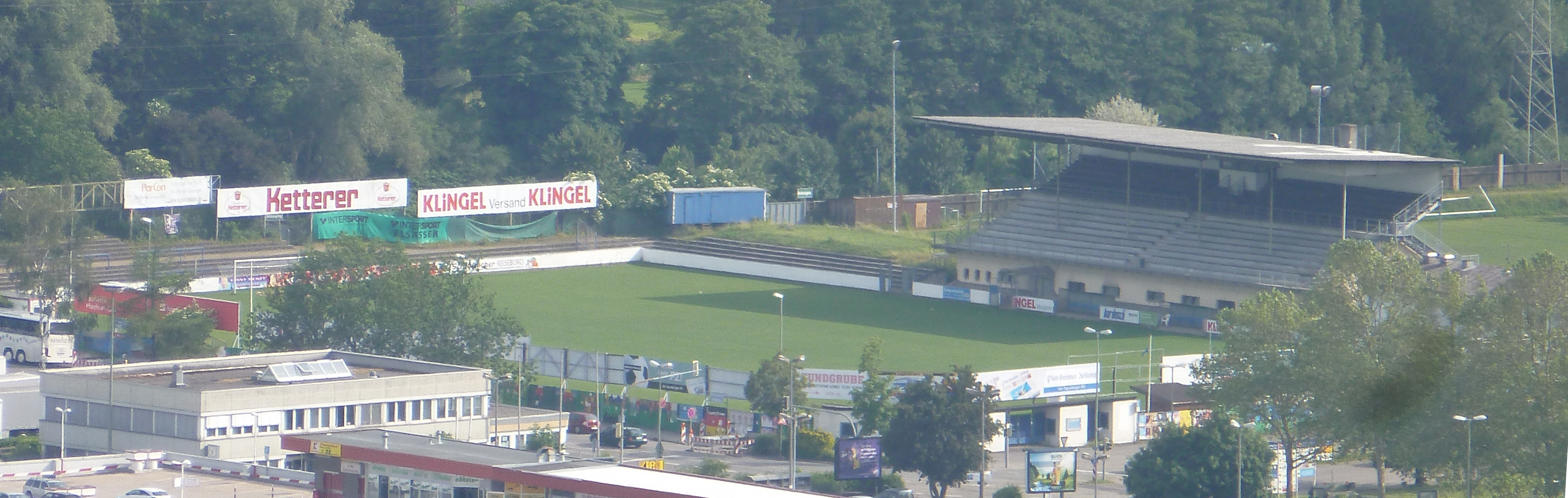
Stadion im Brötzinger Tal

1. CfR Pforzheim is een Duitse voetbalclub uit Pforzheim, Baden-Württemberg. De club ontstond op 1 juli 2010 door een fusie tussen VfR Pforzheim en 1. FC Pforzheim. Deze laatste werd in 1906 Duits vicekampioen. Buiten voetbal biedt de club ook handbal, ijshockey en wandelen aan. 
Reeds in 2007 waren er fusiegesprekken tussen beide clubs om te fuseren tot SV Pforzheim 1896, maar deze gesprekken sprongen af. De club nam de plaats van 1. FC Pforzheim over in de Verbandsliga Baden en eindigde al twee jaar in de middenmoot. In 2015 promoveerde de club naar de Oberliga Baden-Württemberg. Datzelfde jaar degradeerde stadsrivaal SV Kickers Pforzheim, een fusieclub die in 2011 ontstond, uit de Oberliga. In het eerste jaar Oberliga werd de club knap vijfde. 